# Saint Michel Archange terrassant le démon
 (novembre 2023).
La mise en forme du texte ne suit pas les recommandations de Wikipédia : il faut le « wikifier ».
Les points d'amélioration suivants sont les cas les plus fréquents. Le détail des points à revoir est peut-être précisé sur la page de discussion.
- Les titres sont pré-formatés par le logiciel. Ils ne sont ni en capitales, ni en gras.
- Le texte ne doit pas être écrit en capitales (les noms de famille non plus), ni en gras, ni en italique, ni en « petit »…
- Le gras n'est utilisé que pour surligner le titre de l'article dans l'introduction, une seule fois.
- L'italique est rarement utilisé : mots en langue étrangère, titres d'œuvres, noms de bateaux, etc.
- Les citations ne sont pas en italique mais en corps de texte normal. Elles sont entourées par des guillemets français : « et ».
- Les listes à puces sont à éviter, des paragraphes rédigés étant largement préférés. Les tableaux sont à réserver à la présentation de données structurées (résultats, etc.).
- Les appels de note de bas de page (petits chiffres en exposant, introduits par l'outil «  Source ») sont à placer entre la fin de phrase et le point final[comme ça].
- Les liens internes (vers d'autres articles de Wikipédia) sont à choisir avec parcimonie. Créez des liens vers des articles approfondissant le sujet. Les termes génériques sans rapport avec le sujet sont à éviter, ainsi que les répétitions de liens vers un même terme.
- Les liens externes sont à placer uniquement dans une section « Liens externes », à la fin de l'article. Ces liens sont à choisir avec parcimonie suivant les règles définies. Si un lien sert de source à l'article, son insertion dans le texte est à faire par les notes de bas de page.
- La présentation des références doit suivre les conventions bibliographiques. Il est recommandé d'utiliser les modèles {{Ouvrage}}, {{Chapitre}}, {{Article}}, {{Lien web}} et/ou {{Bibliographie}}. Le mode d'édition visuel peut mettre en forme automatiquement les références.
- Insérer une infobox (cadre d'informations à droite) n'est pas obligatoire pour parachever la mise en page.

Pour une aide détaillée, merci de consulter Aide:Wikification.
Si vous pensez que ces points ont été résolus, vous pouvez retirer ce bandeau et améliorer la mise en forme d'un autre article.
Saint Michel Archange terrassant le démon est une huile sur soie de Guido Reni, peinte vers 1636 pour l'église Santa Maria della Concezione dei Cappucini à Rome. Ce tableau religieux dépeint le célèbre épisode de l'Apocalypse selon saint Jean où l'archange saint Michel terrasse le démon.

## Histoire
Le tableau est une commande du cardinal Antonio Barberini afin de doter l'église de Santa Maria della Concezione d'un nouveau tableau lors du chantier d'embellissement dans les années 1630.
C'est grâce à la gravure de Giovanni De'Rossi que nous pouvons dater son exécution vers 1635-1636. En effet, le tableau fut rapidement gravé et ces estampes permettent de donner un terminus ante quem.
Grâce à Carlo Cesare Malvasia, nous savons que Guido Reni chargea Ercole De'Maria d'accompagner le tableau jusqu'à son lieu d'exposition. Ce dernier, une fois sur place, devait apporter les dernières retouches au tableau et ouvrir une boutique pour en exécuter les demandes de copie,.

## Analyse artistique
D'un point de vue chronologique, cette œuvre correspond à la maturité artistique de Guido Reni. De fait, selon les historiens de l'art, elle s'accorde avec sa « troisième manière ». C'est-à-dire que sa palette se rapproche des canons esthétiques du courant maniériste et son pinceau est moins lisse que ses tableaux précédents.
Pour cette œuvre, Guido Reni s'inspire du Grand saint Michel de Raphaël pour qui il avait une grande admiration. De commun aux deux œuvres, nous retrouvons l'attitude dansante de l'archange et l'antagonisme esthétique des deux protagonistes.

## Iconographie
L'épisode choisi par les commanditaires correspond au moment de la victoire de l'archange sur le démon, dont la source est tirée de l'Apocalypse selon saint Jean (12-7) :

« Et il y eut guerre dans le ciel. Michel et ses anges combattirent contre le dragon. Et le dragon et ses anges combattirent, mais ils ne furent pas les plus forts, et leur place ne fut plus trouvée dans le ciel. Et il fut précipité, le grand dragon, le serpent ancien, appelé le diable et Satan, celui qui séduit toute la terre, il fut précipité sur la terre, et ses anges furent précipités avec lui. »

Là où saint Michel rend justice à la réputation de « peintre de la grâce » de Guido Reni, le démon est un exemple de laideur. Cette rhétorique de la composition est à mettre en lien avec les préceptes artistiques prônés par la Contre Réforme. De fait, cette opposition beauté / laideur est un moyen d'exposer de manière figurative la victoire du bien sur le mal.
L'histoire du saint fait qu'il est étroitement associé à la dimension eschatologique du culte chrétien et à la mort. Par conséquent, le choix de cette iconographie a du sens dans l'église de Santa Maria della Concezione dei Cappucini puisque celle-ci abritait l'ossuaire de l'ordre des Capucins.